# 葉成龍
馬里烏斯葉（日语：／ Marius Yo，2000年3月30日—）是一名前日本歌手、演員、主持人和偶像，曾是偶像團體Sexy Zone成員之一。馬里烏斯葉出生於德國海德堡，父親是德國人，母親為台灣裔日本人的前寶塚歌劇團男役燁明。曾隸屬傑尼斯事務所。身高183公分，血型O型。

## 簡歷
- 2011年1月，加入傑尼斯事務所。[3]

- 2011年9月29日，Sexy Zone正式結成。[5]

- 2011年11月16日，出道單曲《Sexy Zone》正式發表。[2]

- 2012年4月，出演電視劇《兒童警察》。

- 2013年1月，在電視劇《兒童警察》續集作品《兒童警視》中擔任主角。[6]

- 2014年5月、於Sexy Zone全國巡迴演唱會的横濱公演上、宣佈與小傑尼斯的岩橋玄樹及神宮寺勇太組成Sexy Zone的弟組組合Sexy Boyz。直到2015年12月，Sexy Zone重返五人制，Sexy Boyz自然解散。

- 2018年12月31日，於傑尼斯跨年演唱會期間，葉成龍不慎踏錯腳掉落台，20分鐘後才重返舞台。雖然葉表示沒有事，但右手包紮住，懷疑受傷。[7]

- 2020年12月2日，因身體欠佳，事務所發表聲明表示一定期間內的暫停活動。

- 2022年12月27日，事務所發表聲明表示，馬里烏斯葉將於同年12月31日退出團體及事務所並離開演藝圈。12月31日當日所舉行的「傑尼斯跨年演唱會2022-2023」將是最後演出活動[8]。

## 人物
- 馬里烏斯葉的父親是德國人，母親是台灣出身的日本人[9]。因台灣人的外公與外婆的關係，本名中含有「成龍」的部分。馬里烏斯葉本人能使用日語、德語、英語。[10]

- 馬里烏斯葉母親是寶塚歌劇團第67期生，曾以“燁明”為藝名登上寶塚舞台，後因結婚退團並停止演藝事業。[10]

## 作品

### 電視劇
- 兒童警察（2012年4月 - 6月、MBS） - 飾 間聖四郎。[11]
- 兒童警視（2013年1月 - 3月、MBS - 飾 間聖四郎。[6]
- 我的學生是惡夢SP（2014年5月2日、日本電視台） - 飾 少年夢王子
- 我的房間 第7話（2017年10月31日、日本電視台） - 飾 洋式廁所（聲演）

### 電影
- 兒童警察電影版 - 飾 間聖四郎。[12]
- 我的學生是惡夢 The 夢ovie - 飾 涉井完司

### 綜藝節目
- [13]

- [14]

### 演唱會
- Johnnys' Summer Paradise 2016『Hey So!Hey Yo!〜summertime memory〜』（全6公演）（2016年8月7日 - 9日、東京ドームシティホール）[15] - 與松島聡共演[16]。
- Johnnys' Summer Paradise 2017『So what? Yolo ! 』（全8公演）（2017年8月17日 - 20日、東京ドームシティホール）[17] - 與松島聡共演[18]。

### 舞台劇
- Live House ジャニーズ銀座（2013年4月28日・5月12日・5月26日）
- ジャニーズ銀座 2015（2015年5月8日 - 5月10日・5月17日）
- ガムシャラ! サマーステーション（2015年7月23日 - 8月1日・8月7日 - 19日）
- DREAM BOYS（2015年9月12日 - 9月20日、帝國劇場）
- 少年們 危機一發！（2016年9月4日 - 9月28日、日生劇場） - 特別演出

### 音樂劇
- 客串配音。

### 活動
- 『Real scope hyper』Special Event Sexy Zone 佐藤勝利 with 小傑尼斯 In 台場眾合國2013（2013年8月21日） - 與松島聰共演作為特別嘉賓演出

### SOLO曲
- ダンケ・シェーン（德語danke schön，意即非常感謝）《收錄於Sexy Zone細碟「勝利の日まで」通常盤》
- Welcome to the paradise《收錄於Sexy Zone迷你專輯「Sexy Zone 5th Anniversary Best」初回限定盤B》
- Déjà-vu（法文，意即似曾相識）《收錄於Sexy ZoneDVD&Blu-ray『Sexy Zone Presents Sexy Tour 2017 〜 STAGE』初回限定盤附送CD》
- Keep On《收錄於Sexy Zone第6張專輯『PAGES』》(作詞：EMI K. Lynn、作曲：Simon Janlöv /Funk Uchino、編曲：Simon Janlöv)
- all this time《收錄於Sexy Zone第7張專輯『POP × STEP!?』》(作詞：Marius Yo/Kanata Okajima、作曲：Andy Love/Andreas Oberg/Christoffer Semelius、編曲：Andreas Oberg/Christoffer Semelius)

## 外部連結
- Sexy Zone在傑尼斯事務所上的官方網站 （页面存档备份，存于）（日語）
- Sexy Zone在波麗佳音上的官方網站 （页面存档备份，存于）（日語）
- Sexy Zone在Top J Records上的官方網站 （页面存档备份，存于）（日語）
- 葉成龍在互联网电影资料库（IMDb）上的資料（英文）